# Reducción de la clase media

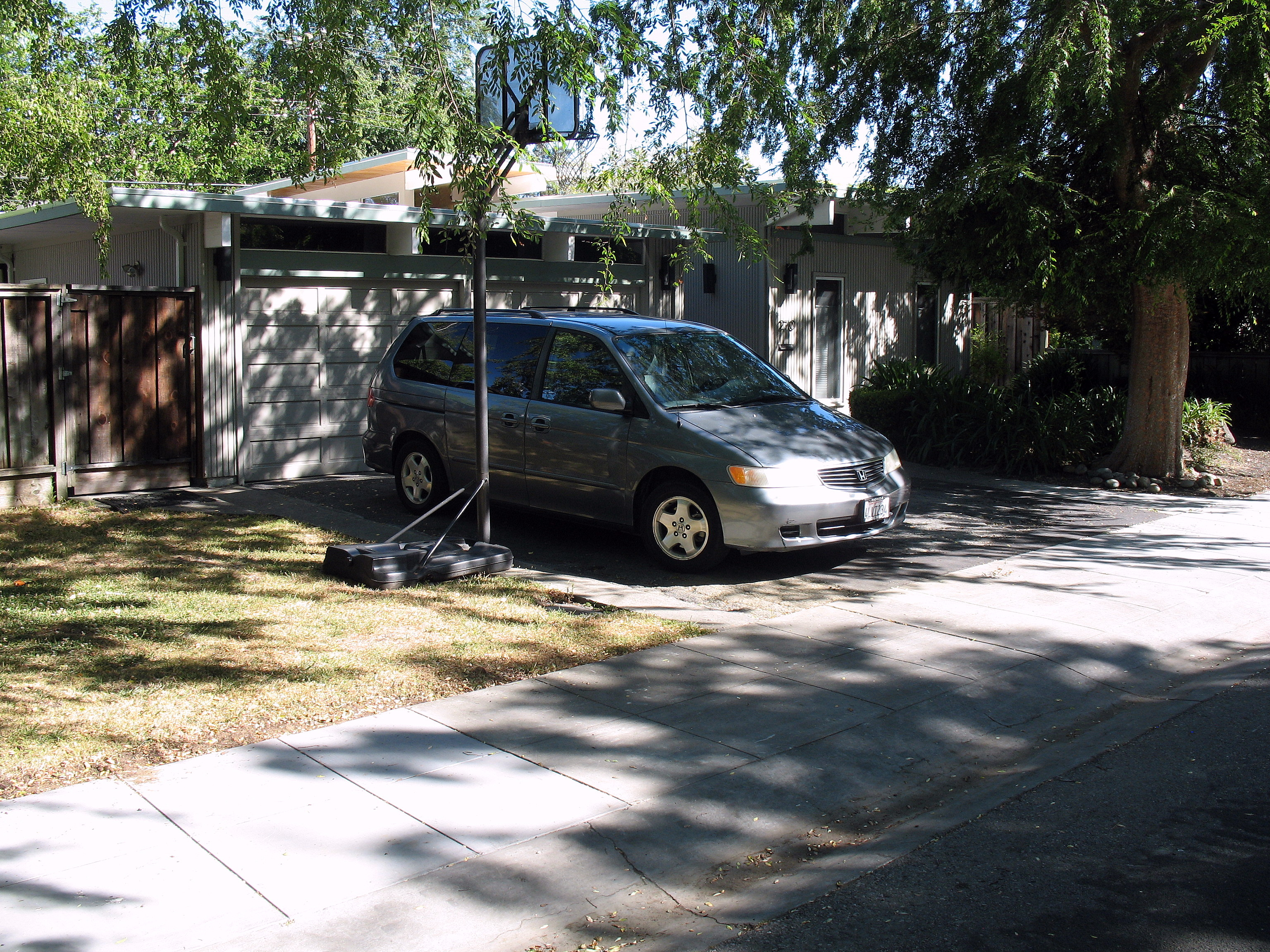

La reducción de la clase media es un fenómeno que ha sido señalado en varios países occidentales a partir de las décadas de 1970 y 1980, asociado con el estancamiento de los salarios reales, el aumento del desempleo y la desigualdad social, el debilitamiento del sindicalismo, el aumento de la brecha entre ricos y pobres, la expansión de la llamada "economía gig", la precarización del trabajo, dificultades crecientes para acceder a los servicios de educación, salud y vivienda, socavando las aspiraciones de movilidad ascendente.
El fenómeno ha sido señalado en países como Estados Unidos, Alemania, Reino Unido, Francia, España, Suecia, Irlanda, Argentina, entre otros.  

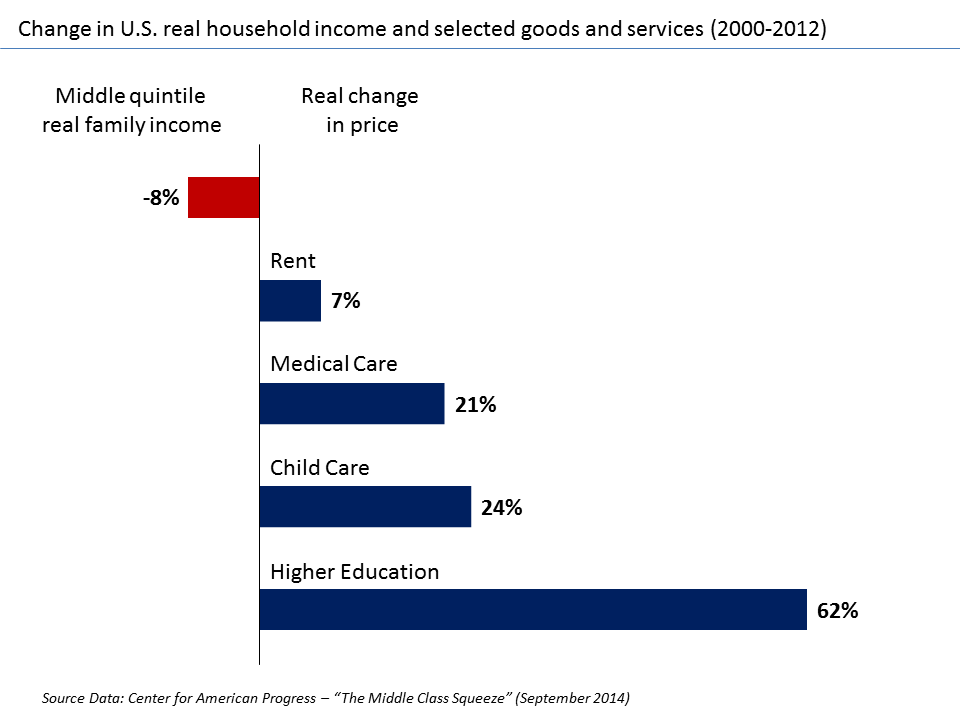
Mientras que los ingresos familiares se han estancado como los ingresos de la parte superior, los costos de importantes bienes y servicios continúan en aumento, lo que resulta en una "Reducción de la clase media".

## Estados Unidos

### Origen del concepto

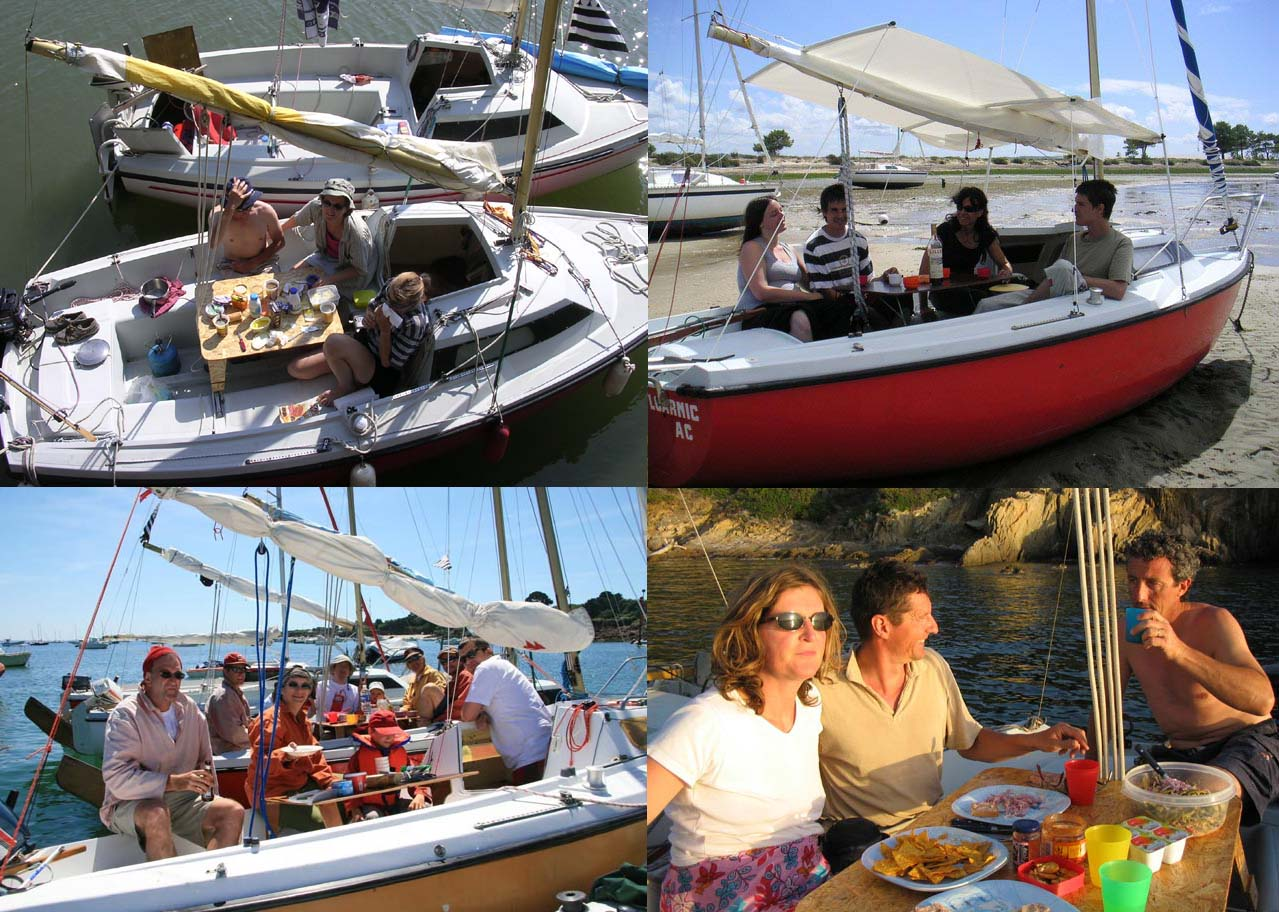
Las vacaciones forman parte del estilo de vida típico de la clase media

La Presidenta de la Cámara de Representantes de los Estados Unidos, Nancy Pelosi, utilizó el concepto en noviembre de 2006 para brindar un contexto a la agenda interna del Partido Demócrata de los Estados Unidos. El Center for American Progress (CAP) emitió un informe del mismo título en septiembre de 2014. Sin embargo, las variaciones sobre el tema han sido utilizadas por los políticos que intentan describir los desafíos financieros que enfrenta la clase media y atraer al votante de la clase media por mucho más tiempo.

### Definiciones
El concepto se refiere al aumento de los costos de productos y servicios clave junto con salarios reales estancados o en disminución (ajustados a la inflación). El Center for American Progress (CAP) define el término "clase media" como referido a los tres quintiles medios en la distribución del ingreso, o hogares que ganan entre los percentiles 20 y 80 en ingresos. El CAP informó en 2014: "La realidad es que la clase media está siendo exprimida. Como se verá en este informe, para una pareja casada con dos hijos, los costos de los elementos clave de la seguridad de la clase media: cuidado infantil, educación superior, atención médica , vivienda y jubilación: aumentaron en más de $ 10.000 en los 12 años desde 2000 hasta 2012, en un momento en que el ingreso de esta familia estaba estancado". Además, el CAP argumentó que cuando la clase media está luchando financieramente, la economía lucha por un déficit en la demanda general, lo que reduce el crecimiento económico (PIB) en relación con su potencial. 
El objetivo de abordar la reducción de la clase media incluye: "Tener más trabajadores en buenos trabajos, que tienen acceso a una buena educación; cuidado de niños, atención médica y vivienda asequibles, y la capacidad de jubilarse con dignidad".
Charles Weston resume la compresión de la clase media de esta manera: "Ser de clase media solía significar tener un trabajo fiable con un salario justo; acceso a la atención médica; un hogar seguro y estable; la oportunidad de proporcionar una buena educación para los niños, incluida una educación universitaria, tiempo libre para vacaciones y eventos importantes de la vida, y la seguridad de esperar una jubilación digna. Pero hoy en día este nivel de vida es cada vez más precario. La clase media existente está exprimida y muchos de los que luchan por alcanzar el estándar de la clase media  lo encuentran persistentemente fuera de su alcance".
Esta contracción también se caracteriza por el hecho de que, desde principios de la década de 1980, cuando la integración europea entró en plena actividad, Bélgica, Francia, Alemania, Italia y el Reino Unido han experimentado un fuerte crecimiento del salario real, mientras que el crecimiento del salario real en los Estados Unidos ha permanecido bajo en su mayor parte.

### Causas

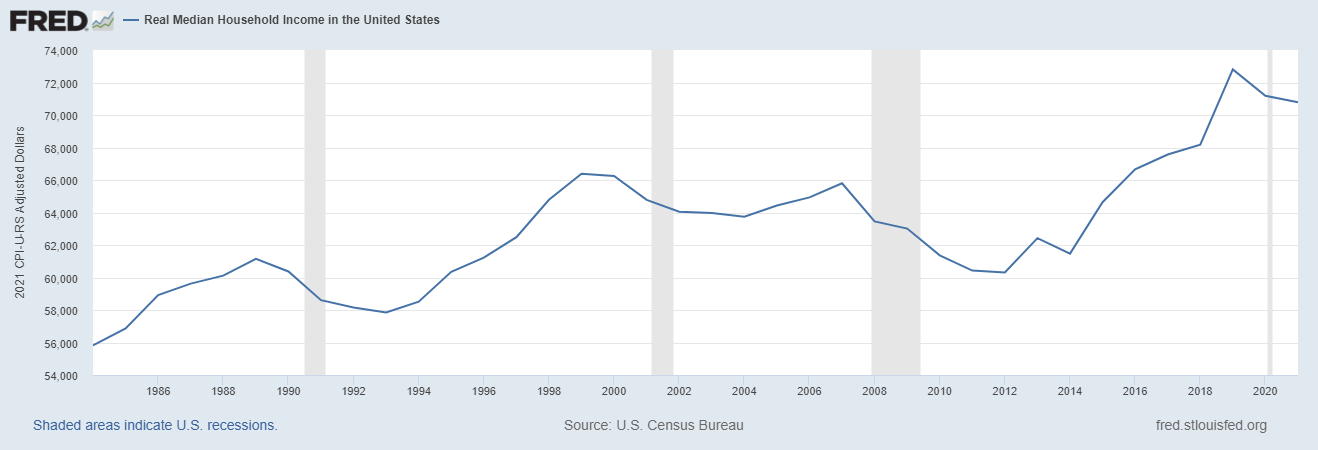
La mediana del ingreso de los hogares alcanzó un nivel récord de $59.039 en 2016, con un incremento del 3,1% sobre el año anterior. Había estado por debajo de los niveles de 1999 hasta entonces.

Las causas incluyen factores relacionados con los ingresos, así como los costos. Para los EE. UU., en el lado de los ingresos, los salarios de la clase media se han estancado (en términos "reales", es decir, ajustados a la inflación) junto con el empeoramiento de la desigualdad de los ingresos, que ha desplazado más ingresos a la parte superior de la distribución del ingreso y se ha alejado de la clase media . Por ejemplo, el ingreso medio real de los hogares no volvió a recuperar los niveles récord de 1999 hasta 2016. Sin embargo, los costos de bienes y servicios importantes, como atención médica, colegiatura universitaria, cuidado infantil y vivienda (servicios públicos, alquiler o hipotecas) han aumentado considerablemente más rápido que la tasa de inflación. Al refundir los ingresos de 2012 utilizando la distribución de ingresos de 1979, el 99% inferior de las familias habría promediado unos $ 7100 más de ingresos.

## Cambios de los ingresos
Ver también: Desigualdad de ingresos en los Estados Unidos.
Hay muchas causas del estancamiento de los ingresos de la clase media en los Estados Unidos. Una explicación involucra la interacción de la globalización, la innovación de la cadena de suministro y la tecnología, que ha permitido a los trabajadores con salarios más bajos en los países en desarrollo (por ejemplo, China) competir con los trabajadores con salarios más altos en los países desarrollados (por ejemplo, los Estados Unidos). Los ingresos de clase han crecido en países en desarrollo como China mucho más rápido que en los EE. UU. medidos desde 1988 hasta 2008.
Otra posición descrita por Paul Krugman es que un resurgimiento del conservadurismo desde la década de 1970, encarnado por los Reaganomics en los Estados Unidos durante la década de 1980, dio lugar a una variedad de políticas que favorecieron a los propietarios de capital y recursos naturales sobre los trabajadores. Muchos países desarrollados no tuvieron un aumento en la desigualdad similar a los Estados Unidos durante el período 1980-2006, a pesar de que fueron sometidos a las mismas fuerzas del mercado a través de la globalización. Esto indica que la política de los Estados Unidos fue un factor importante en la ampliación de la desigualdad.
De cualquier manera, el cambio es visible al comparar la productividad y los salarios. Desde 1950 hasta 1970, la mejora en la compensación real por hora siguió la mejora de la productividad. Esto formaba parte del contrato implícito entre los trabajadores y los propietarios. Sin embargo, esta relación comenzó a divergir alrededor de 1970, cuando la productividad comenzó a crecer más rápido que la compensación. Algunos de los factores que contribuyen a este estancamiento de los salarios son un movimiento laboral en declive, un aumento de la remuneración de los ejecutivos en relación con el trabajador promedio, la financiarización de la economía y un mayor desvío de las ganancias corporativas a recompras de acciones y dividendos. En general, por una variedad de razones, el poder de los trabajadores peor pagados en relación con los capitalistas y los terratenientes ha disminuido.

### Estadísticas de ingresos recientes

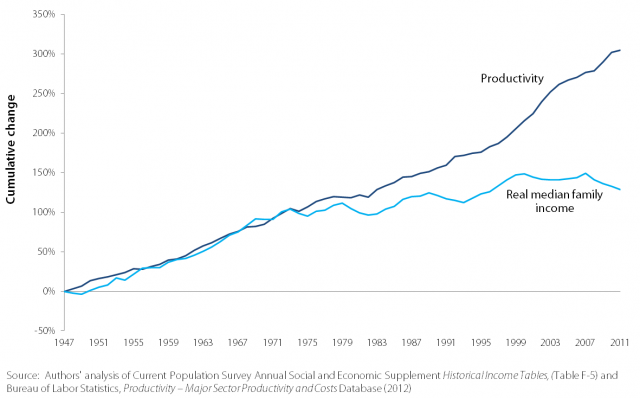
El crecimiento de los ingresos de la familia estadounidense promedio se asemejaba a la de la productividad hasta algún momento en la década de 1970. Si bien comenzó a estancarse, la productividad ha seguido evolucionando. De acuerdo con el Informe Mundial sobre Salarios de 2014, de la Organización Internacional del Trabajo, la creciente disparidad entre los salarios y la productividad es prueba de que ha habido un cambio significativo de la participación en el PIB pasando de la mano de obra a la tierra o a los ingresos de capital, y esta tendencia está jugando un papel importante en el crecimiento de la desigualdad.

Las estadísticas recientes indican que los salarios se han estancado y la desigualdad de ingresos ha empeorado, reduciendo los ingresos disponibles para las familias de clase media:
- El ingreso medio de los Estados Unidos ("real" o ajustado por inflación) cayó de un máximo de aproximadamente $ 57.000 en 1999 a $ 52.000 en 2013, una disminución de aproximadamente $ 5.000 o del 9%.[15]
- La compensación de los empleados de EE. UU. disminuyó en relación con el tamaño de la economía (PIB) de aproximadamente el 57% en 2000 al 53% en 2013. Los sueldos y salarios de los empleados, un subconjunto de la compensación total, cayeron del 47% del PIB en el 2000 al 43% del PIB en el 2013.[25] Esto indica un cambio en los ingresos, pasando del trabajo a los propietarios de tierras o capitales.
- El primer grupo de ingresos del 1% de los EE. UU. recibió casi el 23% de los ingresos en 2012, frente al 10% de 1950 a 1970, una medida del aumento de la desigualdad de ingresos.[26] Para poner este cambio en perspectiva, en los niveles de desigualdad de 1979, cada familia en el 80% inferior de la distribución del ingreso hoy recibiría aproximadamente $ 7.000 por año más en ingresos, o casi $ 600 por mes.[27]

### Perspectiva histórica
En 1995, el 60% de los trabajadores estadounidenses trabajaban por salarios reales por debajo de los picos anteriores, mientras que en la mediana, "los salarios reales para los trabajadores no supervisores bajaron un 13 por ciento desde los niveles máximos de 1973". En un estudio realizado en 2006 por The United para la Cámara de Representantes de los Estados Unidos, hubo algunos hallazgos de ingresos interesantes que muestran los efectos de la compresión de la clase media. Según el estudio, no solo el ingreso real está disminuyendo para la clase media, sino que también se está ampliando la brecha entre los asalariados más altos y los asalariados medios.
Entre los años 2000 y 2005, el ingreso medio real de los hogares en los Estados Unidos había disminuido en un 2,5%, disminuyendo cada uno de los primeros cuatro años de la Administración Bush, disminuyendo hasta un 2,2% anual. En general, el ingreso medio real ha disminuido desde 2000, en $ 1.273, de $ 47.599 en 2000, a $ 46.326 en 2005. Según la encuesta, las familias de clase trabajadora encabezadas por adultos menores de 65 años han visto disminuciones incluso más pronunciadas. Aunque habían visto un aumento en el ingreso medio real de los hogares de 1995 a 2000 del 9%, desde el año 2000 sus ingresos han disminuido cada año en un 5,4%. En términos monetarios reales, esto se relaciona con una disminución de $ 3.000 de $ 55.284 a $ 52.287. En 1973, los ingresos medios para los hombres que trabajaron a tiempo completo durante todo el año se situaron en $ 51.670 en dólares de 2012 ajustados a la inflación, mientras que, en 2012, los ingresos medios reales de los hombres que trabajaron a tiempo completo, durante todo el año se situaron en $ 49.398; aproximadamente un 4,4% por debajo de la mediana de ganancias pico de $ 51.670 en 1973.
La otra forma en que los ingresos afectan a la clase media, es a través de aumentos en la disparidad de ingresos. Los hallazgos sobre este tema muestran que el 1% superior de los asalariados sigue aumentando la proporción de los ingresos que cobran, mientras que el asalariado de clase media pierde poder adquisitivo ya que sus salarios no se mantienen al día con la inflación. Entre 2002 y 2006, el ingreso promedio ajustado a la inflación del 1% superior de los asalariados aumentó en un 42%, mientras que el 90% inferior solo registró un aumento del 4,7%.
Un artículo de 2001 de "Time Magazine" destacó el desarrollo de la compresión de la clase media. La clase media se definió en ese artículo como aquellas familias con ingresos entre los tramos de la Oficina del Censo con ingresos anuales de $ 15.000 y $ 49.999. Según el censo, la proporción de familias estadounidenses en esa categoría, después del ajuste por inflación, se redujo de 65.1% en 1970 a 58.2% en 1985. Como se señaló en el artículo, el apogeo de la clase media estadounidense y sus altas expectativas, llegó en los años cincuenta y sesenta, cuando el ingreso familiar promedio de los EE. UU. (ajustado a los niveles de precios de 2001) aumentó de $ 14.832 en 1950 a $ 27.338 en 1970. Sin embargo, la creciente prosperidad se vio frenada por la inflación de los años setenta, que subió los precios. más rápido que los salarios y, por lo tanto, los niveles de ingresos reales se estancaron durante más de una década. La mediana en 2000 fue de solo $ 27.735, apenas una mejora con respecto a 1970.

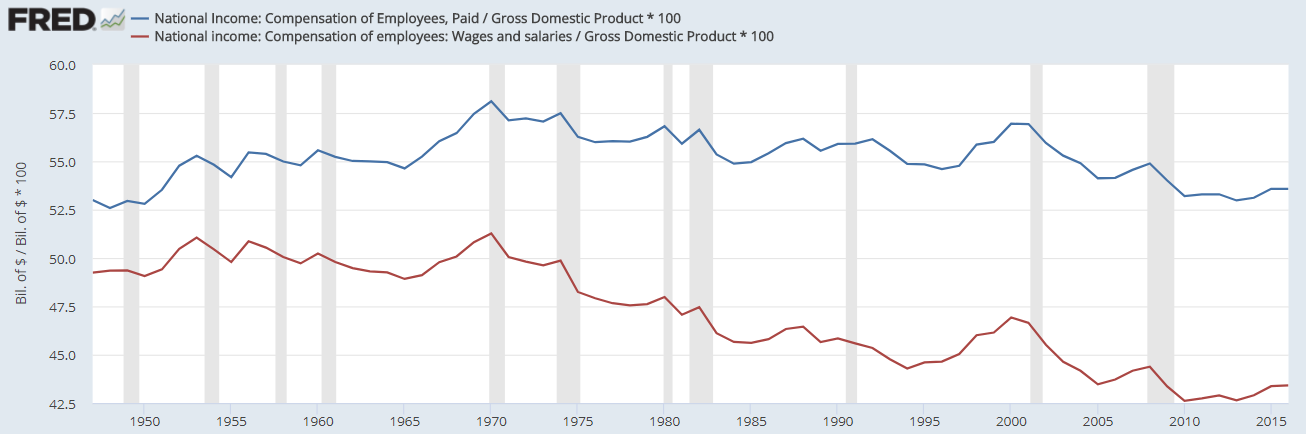
La participación en el PIB del trabajo ha disminuido de 1970 hasta el año 2016, medido con base en el total de la indemnización, así como sueldos y salarios. Esto implica que la tierra o el capital accionario está en aumento.

Como señaló el historiador y periodista británico Godfrey Hodgson, "Sobre la base de tal evidencia, yo mismo escribí que" según todas las medidas estadísticas ... Estados Unidos, en términos de ingresos y riqueza, es el país más desigual del mundo. Si bien el ingreso promedio en los Estados Unidos sigue siendo casi el más alto del mundo ... la brecha entre la riqueza y la pobreza es mayor que en cualquier otro lugar, y está creciendo de manera constante"."

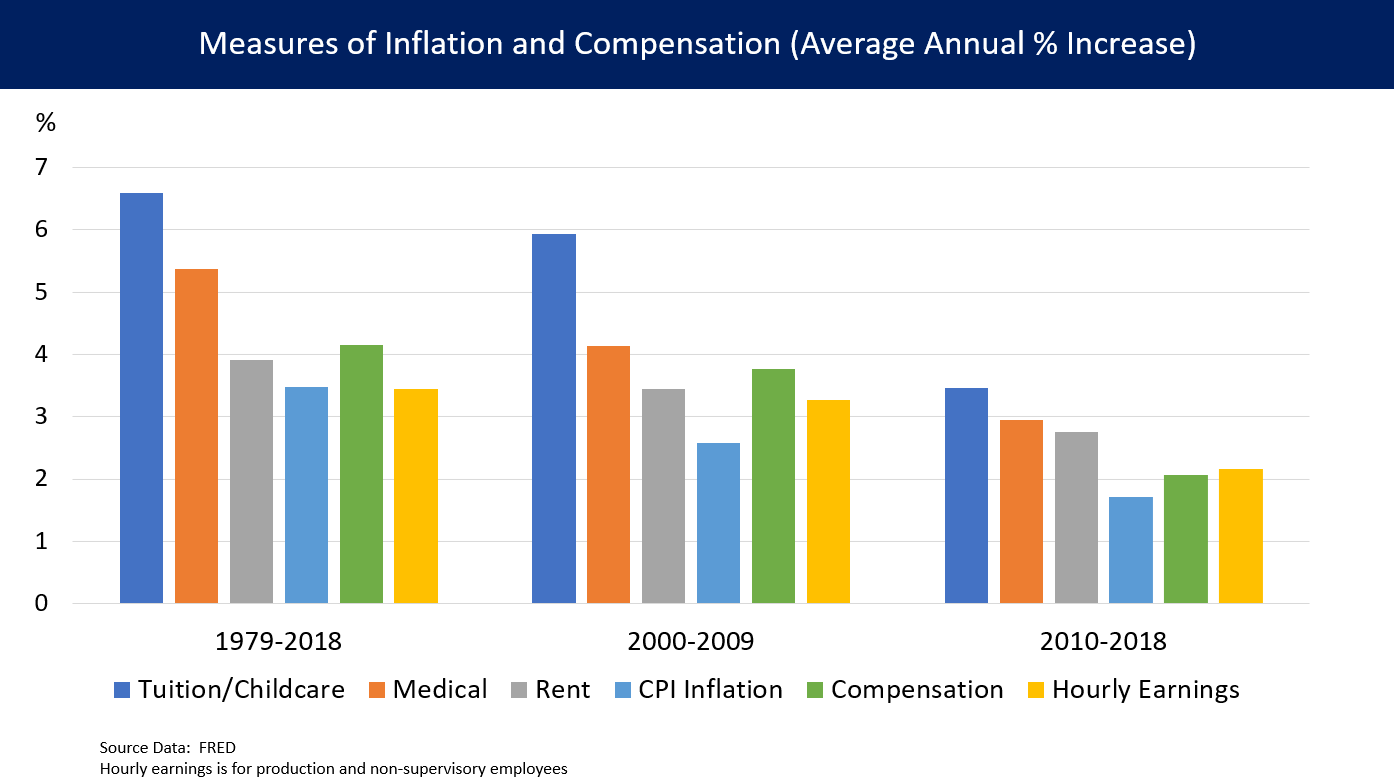
Las tasas de inflación han sido más alta en las matrículas y cuidado de niños, cuidados médicos, y el alquiler que la remuneración o salario por hora. Además, la inflación de los salarios y las tasas de crecimiento han disminuido con el tiempo.

Como lo señaló otro historiador, "No hace mucho, los trabajadores estadounidenses no calificados disfrutaban de lo que se podría haber llamado una "prima estadounidense". Se les pagaba más que los trabajadores con las mismas habilidades en otras partes del mundo simplemente porque, como estadounidenses no calificados, trabajarían con relaciones de capital a mano de obra más altas, mejores materias primas y un mayor número de compañeros de trabajo altamente calificados que sus homólogos extranjeros. Como resultado, los trabajadores no calificados de Estados Unidos fueron relativamente más productivos y, por lo tanto, ganaron salarios más altos que los trabajadores no calificados similares en otras partes del mundo".

## Costos de bienes y servicios clave
Si bien la inflación general en general se ha mantenido baja desde el 2000, los costos de ciertas categorías de gastos "grandes" han crecido más rápido que la tasa de inflación general, como la atención médica, la educación superior, el alquiler y el cuidado infantil. Estos bienes y servicios se consideran esenciales para un estilo de vida de clase media, pero son cada vez más inasequibles a medida que el ingreso familiar se estanca.

### Cuidado de la salud
El Centro para el Progreso de los Estados Unidos informó en septiembre de 2014 que el costo real (ajustado a la inflación) de la atención médica para las familias de clase media había aumentado un 21% entre 2000 y 2012, en comparación con una disminución del 8% en el ingreso medio real de los hogares. El seguro y la atención médica es un factor importante en relación con la compresión de la clase media porque los aumentos en estos precios pueden poner una presión adicional en las familias de ingresos medios. Esta situación es exactamente lo que muestra la encuesta de la Cámara de Representantes sobre los precios de la atención médica. En el año 2000, los trabajadores pagaron un promedio de $ 153 por mes por la cobertura de seguro de salud para sus familias; sin embargo, para el año 2005, estas cifras habían aumentado a $ 226 por mes. Los efectos del cambio de precio en la atención médica se pueden ver de muchas maneras con respecto a la clase media. La cantidad de personas sin seguro también ha aumentado desde 2000, con 45,7 millones de estadounidenses ahora sin seguro médico, en comparación con los 38,7 millones al inicio del milenio. Además, el 18% de los estadounidenses de ingresos medios, que ganaban entre 40.000 y 59.999 dólares, no tenían seguro médico durante el 2007 y más del 40% de los 2,4 millones de estadounidenses sin seguro médico eran de clase media en 2003.
El aumento de los precios también perjudica a los trabajadores estadounidenses de clase media porque hace que sea más costoso para los empleadores cubrir a sus empleados, como lo demuestra el hecho de que en 2007 el 60% de las compañías ofreció a sus trabajadores un seguro de salud por el 69% en 2000 También el número de estadounidenses que reportaron haberse saltado el tratamiento debido a su costo aumentó de 17% a 24% durante el mismo período.

### Educación
El Centro para el Progreso Americano informó en septiembre de 2014 que el costo real (ajustado a la inflación) de la educación superior para las familias de clase media había aumentado en un 62% entre 2000 y 2012. Los beneficios de la educación superior son algo que claramente se correlaciona con un mayor ingreso en la vida posterior, ya que los resultados muestran que el graduado promedio de la escuela secundaria gana $ 31.286, mientras que el graduado promedio de la universidad gana $ 57.181, y la educación a menudo se considera la puerta de entrada para la movilidad ascendente en la clase media. Sin embargo, debido a los aumentos en los costos de educación universitaria, muchos estadounidenses de clase media se están perdiendo la educación universitaria debido a los altos precios, o los obligaron a abandonar la universidad con grandes cantidades de deuda, lo que no permite que la clase media disfrute de todos los beneficios de una educación universitaria.
Los estudios muestran que el costo promedio de un colegio o universidad de cuatro años ha aumentado en un 76% desde 2000, lo que se suma a que la clase media enfrenta dificultades debido a la disminución de la ayuda financiera. No ha habido un aumento en las subvenciones gubernamentales, mientras que al mismo tiempo las tasas de interés para préstamos estudiantiles han aumentado a un máximo de 16 años. Estos aumentos de precios no solo afectan a los estadounidenses de clase media que intentan ingresar a la universidad, sino que también continúan afectando a quienes obtienen una educación universitaria utilizando los préstamos estudiantiles. Dos de cada tres graduados universitarios comienzan sus carreras con deuda de préstamos estudiantiles, que ascienden a $ 19.300 para el prestatario promedio. Estas deudas tienen un efecto a largo plazo en los estadounidenses de clase media, ya que el 25% de los estadounidenses que tienen deudas universitarias afirman que les retrasó un procedimiento médico o dental y el 14% informa que causó que retrasaran su matrimonio.

### Alquiler y propiedad
El Centro para el Progreso de los Estados Unidos informó en septiembre de 2014 que el costo real de la renta (ajustado a la inflación) para las familias de clase media había aumentado en un 7% entre 2000 y 2012. La propiedad de la vivienda a menudo se considera una llegada a la clase media, pero las tendencias recientes hacen que sea más difícil seguir siendo propietario de una casa o comprar una casa. Los precios de la vivienda cayeron drásticamente tras su pico de burbuja de 2006 y se mantienen muy por debajo de este nivel. Muchos propietarios de casas de clase media se vieron particularmente afectados por la crisis, ya que sus hogares estaban altamente apalancados (por ejemplo, comprados con un pago inicial bajo). El uso del apalancamiento aumenta las ganancias (o pérdidas en este caso). Deben el saldo total de la hipoteca, pero el valor de la vivienda ha disminuido, lo que reduce significativamente su patrimonio neto.

### Energía
Al igual que la atención médica, los aumentos en los productos energéticos pueden poner un estrés adicional en las familias de clase media. Los precios del gas se mantuvieron en el rango de $ 3 a $ 4 por galón desde diciembre de 2010 hasta octubre de 2014, un nivel alto según los estándares históricos. Un informe del Congreso de 2006 declaró que los precios de la energía también habían aumentado en el intervalo 2000-2005, incluida la gasolina, la calefacción del hogar y otras formas de energía. Desde 2000-2005, EE. UU. ha visto un aumento real del 52% en los precios de la gasolina, un aumento real del 69% en los precios del gas natural, un aumento real del 73% en los costos del combustible para calefacción, un aumento real del 59% en los costos del propano y un 8% de aumento real en el costo de la electricidad. En general, al ajustarse a la inflación, esto resulta en un costo para las familias estadounidenses de $ 155 más en 2006 que en el de 2000. Junto con estos aumentos en los costos directos, los estadounidenses también enfrentan costos indirectos asociados con los precios más altos de la energía, como los precios más altos del combustible de aviación para los aviones comerciales, y los precios más altos del gas natural para los usuarios comerciales e industriales, y suponiendo que estos costos se transfieran a los consumidores de estas compañías, costarán al hogar estadounidense promedio $ 1.150 por año. En conjunto, estos factores directos e indirectos cuestan a las familias de clase media estadounidenses $ 2.360 más en 2008 que en 2000.

## Otros factores

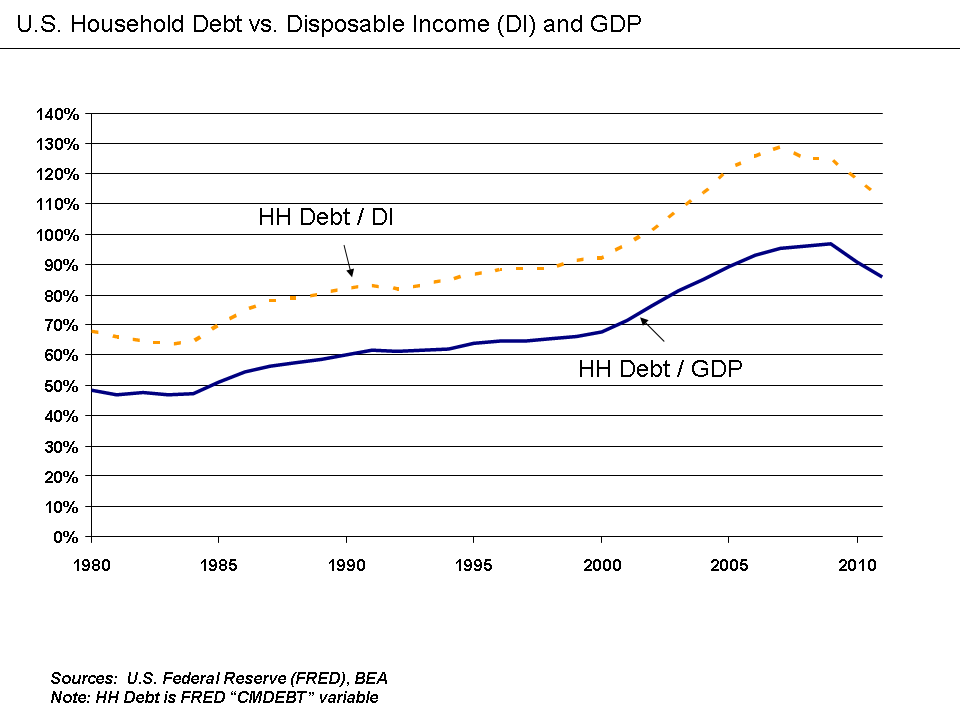
La deuda de los hogares en relación con la renta disponible y el PIB.

### Incrementos en la deuda de los hogares
La deuda de los hogares contiene hipotecas, tarjetas de crédito, préstamos para estudiantes y automóviles. La relación entre la deuda de los hogares y el PIB aumentó de aproximadamente del 47% del PIB en 1980 y alcanzó un máximo del 96% del PIB en 2009, impulsada principalmente por préstamos hipotecarios, ya que los EE. UU. experimentaron una burbuja inmobiliaria. Luego cayó al 76% del PIB en el tercer trimestre de 2014 debido a los efectos de la Gran Recesión, ya que la burbuja inmobiliaria estalló y las ejecuciones hipotecarias aumentaron.

### Cambios en la seguridad laboral
Más del 92% de los 1,6 millones de estadounidenses que se declararon en bancarrota en 2003, eran de clase media. Junto con esto, los empleos de fabricación han disminuido en un 22% entre 1998 y 2008, en gran parte debido a que las empresas estadounidenses deslocalizan la producción.

### Cambios en la seguridad de la jubilación
La presión sobre la clase media también está causando dificultades cuando se trata de ahorrar dinero para la jubilación debido a la disminución de los ingresos reales y al aumento de los precios al consumidor. En 2007, 1 de cada 3 trabajadores estadounidenses dijeron que no habían ahorrado nada para su jubilación y de los que comenzaron a ahorrar, más de la mitad afirma haber ahorrado menos de $ 25.000. También ha habido un cambio en los planes de jubilación de los empleadores, con un cambio de los planes de pensión de beneficios definidos tradicionales a los planes 401k, en los que no hay una garantía individual sobre el monto de los ingresos de jubilación que estarán disponibles. El porcentaje de trabajadores cubiertos por un plan de pensión de beneficio definido tradicional (DB) disminuyó constantemente de 38% en 1980 a 20% en 2008. Los empleados con sindicatos tienen más probabilidades de estar cubiertos por un plan de beneficios definidos, con el 67% de los trabajadores sindicalizados cubiertos por dicho plan durante 2011, en comparación con el 13% de los trabajadores no sindicalizados.

## Posibles soluciones
Las soluciones para la compresión de la clase media pueden involucrar una variedad de estrategias, desde aumentar los salarios hasta reducir los costos de ciertos bienes y servicios o ayudar a la clase media a pagar por ellos. En los EE. UU., el Center for American Progress (CAP) publicó un informe en septiembre de 2014 denominado "The Class Class Squeeze", que identificó una variedad de causas y soluciones.

### Compensación creciente
El CAP recomendó aumentar el número de empleos a través de políticas que estimulen la demanda económica, aumentar el salario mínimo, fortalecer el movimiento laboral (incluidos los sindicatos) e incentivos fiscales para alentar una mayor redistribución de las ganancias corporativas a los trabajadores.

### Elevación del salario mínimo
Más información: Salario mínimo
Varios estudios han indicado que los aumentos moderados en el salario mínimo elevarían los ingresos de millones de trabajadores con un efecto limitado en el empleo. The Economist escribió en diciembre de 2013: "Un salario mínimo, si no se establece demasiado alto, podría aumentar la paga sin efectos negativos en los empleos ... El salario mínimo federal de Estados Unidos, del 38% del ingreso medio, es el más bajo del primer mundo. Algunos estudios no encuentran daño al empleo a partir de salarios mínimos federales o estatales, otros ven un daño pequeño, pero ninguno encuentra ningún daño grave".
La CBO informó en febrero de 2014 que aumentar el salario mínimo a $ 10,10 por hora entre 2014 y 2016 e indexarlo a la inflación reduciría el empleo en unos 500.000 empleos, mientras que unos 16,5 millones de trabajadores tendrían salarios más altos. Un aumento menor a $ 9,00 por hora (sin indexación) reduciría el empleo en 100.000, mientras que alrededor de 7,6 millones de trabajadores tendrían salarios más altos.

### Reducción de costos
En los EE. UU. los artículos importantes para la clase media con costos que crecen más rápido que la tasa general de compensación incluyen la atención médica, el cuidado de los niños, la matrícula universitaria y el alquiler. El CAP recomendó soluciones para reducir directamente los costos de estos servicios o para ayudar a las familias de clase media a pagarlos, incluidas las becas de educación, el perdón de la deuda, los permisos familiares más generosos y la educación preescolar gratuita (subvencionada).

## Encuestas y percepciones
Según una encuesta sobre la clase media y la política pública, solo el 38% de los estadounidenses de clase media dicen que viven cómodamente, y el 77% cree que el país va en la dirección equivocada. Otro informe de 2008 titulado "Dentro de la clase media: Los malos tiempos golpean la buena vida" afirma que el 78% de la clase media dice que es más difícil ahora que hace cinco años. El 72% de la clase media también respondió que cree que está económicamente menos seguro que hace diez años y casi el doble de los estadounidenses afirmaron que estaban preocupados por su estabilidad económica personal. Mostrando que, abrumadoramente, el pueblo estadounidense cree que la clase media está siendo exprimida y se encuentra en una situación económica peor que hace 5 años.